# Димитр из Горая отговаривает Ядвигу взламывать двери королевского замка в Кракове
«Димитр из Горая отговаривает Ядвигу взламывать двери королевского замка в Кракове» (пол. Dymitr z Goraja wstrzymujący Jadwigę od wyłamania drzwi na zamku królewskim w Krakowie) — картина польского художника Яна Матейко на исторический сюжет, созданная в 1881 году. Хранится в Национальном музее в Варшаве.
Сюжет для картины Матейко почерпнул в средневековой польской истории. Юная королева Польши Ядвига была помолвлена с Вильгельмом Австрийским, но польские магнаты решили выдать её за литовского князя Ягайла, чтобы подчинить себе Литву. Ядвига, влюблённая в Вильгельма, решила силой пробиться к нему, разрубив топором двери Вавельского замка, но опекун Димитр из Горая убедил её смириться. Момент уговоров и изображён на полотне.